# Joloksentie
Joloksentie ou Yhdystie 8341  est une route de liaison à Oulu en Finlande.

## Présentation
La route de liaison orientée nord-sud relie les quartiers d'Ylikiiminki et de Jolos à la route nationale 20.
La route commence à l'intersection des routes régionales 833 et 836 dans l'agglomération d'Ylikiiminki.
Elle traverse la rivière Kiiminkijoki et traverse Kirkkosaari au nord-est de Kääriänperä et Säävälä, d'où elle continue vers le nord jusqu'à Jolos, en contournant le lac Jolosjärvi.
De Jolos, la route se dirige vers le nord-ouest, et le tracé de la route devient sinueux.
La dernière section de la route comporte plusieurs virages raides ainsi que des montées et des descentes. 
La route rejoint la route nationale 20 à Mannila sur le côté ouest d'Arkala.

## Galerie

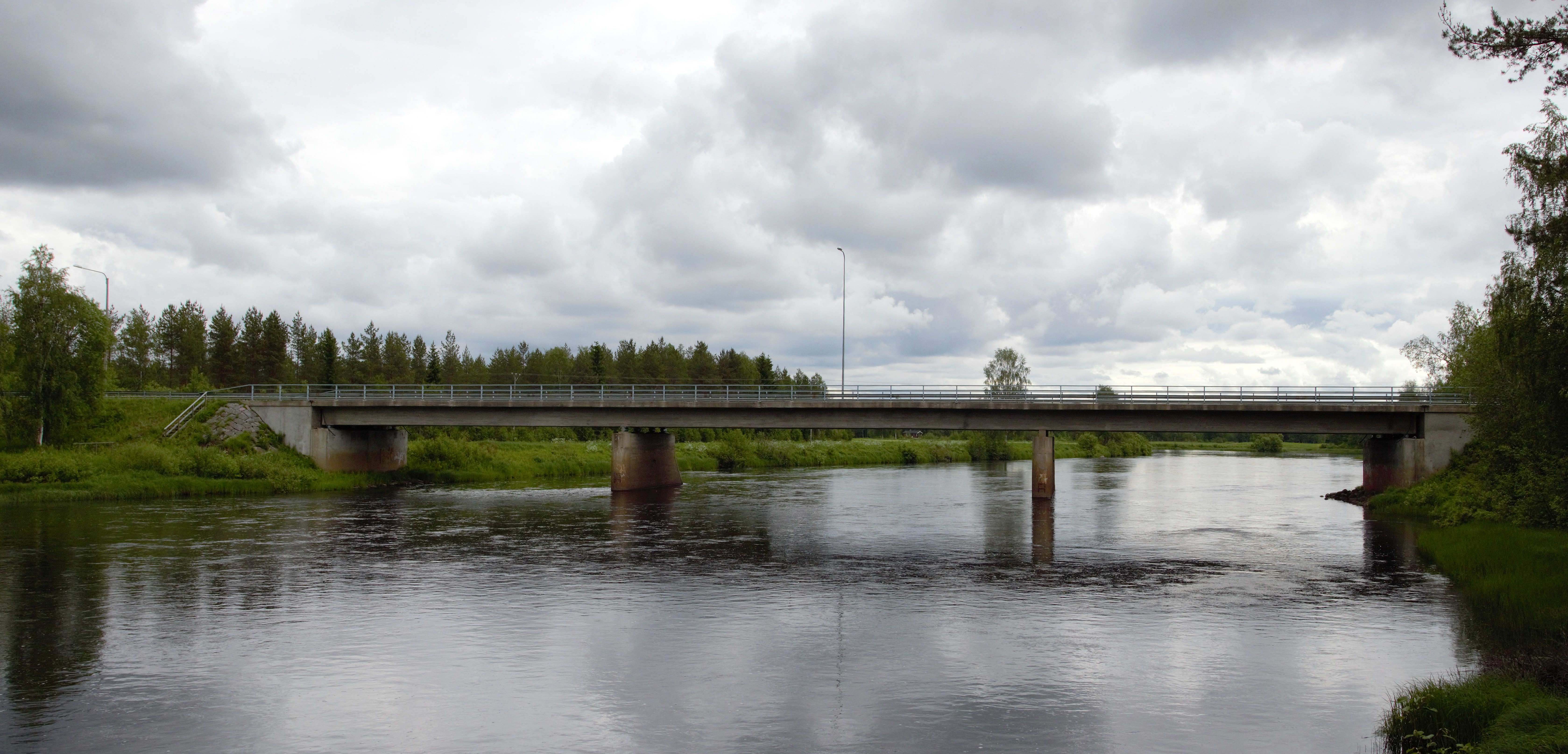
Pont de la Joloksentie à Ylikiiminki.